# ThunderCats (revista em quadrinhos)
ThunderCats é o título de três séries de revistas de histórias em quadrinhos baseadas na série de televisão homônima. A primeira destas publicações teve 24 edições publicadas mensalmente pela Marvel Comics entre 1985 e 1988. Em 1987, a divisão britânica da editora passaria a republicar semanalmente tais histórias, e, após estas esgotaram-se, passou também a produzir material próprio, numa publicaçao que duraria 129 edições adicionais. Após mais de uma década, a WildStorm, um selo editorial pertencente à DC Comics, passaria a publicar histórias inéditas dos personagens, através de cinco minisséries publicadas entre 2002 e 2003.

## Publicação
Em 2002, a DC Comics anunciou que produziria uma minissérie dando continuidade à história da série animada e no decorrer dos dois anos seguintes publicou quatro outras minisséries, além de um crossover com a série Battle of the Planets, publicada pela editora Top Cow.
Os personagens participaram de outro crossover, desta vez com o Superman.
Em 2012, a Panini Comics so Reino Unido publicou a revista ThunderCats Magazine, baseada na série animada de 2011.
Em 2016, a DC Comics anunciou um crossover da franquia com Masters of the Universe.

### Coletâneas
As histórias publicadas pela WildStorm foram reunidas nos seguintes volumes encadernados:
- ThunderCats: Reclaiming Thundera (144 páginas, Titan Books, Agosto de 2003, ISBN 1-84023-732-5, Wildstorm, Julho de 2003, ISBN 1-4012-0036-2)
- ThunderCats: The Return (128 páginas, Wildstorm, Fevereiro de 2004, ISBN 1-4012-0273-X)
- ThunderCats: Dog's of War (128 páginas, Wildstorm, Julho de 2004, ISBN 1-4012-0287-X)
- ThunderCats: Hammer Hand's Revenge (144 páginas, Wildstorm, Outubro de 2004, ISBN 1-4012-0297-7)
- ThunderCats: Enemy's Pride (128 páginas, Wildstorm, Junho de 2005, ISBN 1-4012-0617-4)

## No Brasil
Em Meados da década de 1980, a Editora Abril publicou uma revista em quadrinhos dos Thundercats com histórias da Marvel Comics.
Entre 2003 e 2005, as histórias produzidas pela Wildstorm foram publicadas pela Panini Comics. Em 2013, a On Line Editora lançou uma revista de fotonovela baseada no reboot de 2011